# Poljicai-hegység
A Poljicai-hegység (horvátul: Poljička planina) egy alacsony hegylánc Horvátországban, Dalmácia területén. A Dinári-hegység része.

## Fekvése
A Dalmáciában található alacsony hegyvonulat a tenger partjával párhuzamosan húzódik a Mosor (Srinjine és Tugare) és az Adriai-tenger partja között, valamint Stobreč közelében a Žrnovnica-folyó irányától, Split közelében (a hegységtől északnyugatra), egészen a Cetina-folyó torkolatáig Omiš közelében, körülbelül 17 km hosszúságban. Omiš közelében a Cetina a tenger felé haladva áttörte a parti hegyláncot, és szurdokával elválasztotta a Poljica-hegységet és az Omiši Dinarát.

## Leírása
A legújabb irodalomban ezt a hegységet egyedi néven Poljička planinának hívják, mely a Perun, a Vršina és a Mošnica (néha a Mošnjica név található az irodalomban) három, leghangsúlyosabb hegygerincéből áll olyan csúcsokkal, amelyek átlagos magassága 500 és 594 m között mozog. A helyi lakosság egy része az egész hegységet ma is Perunnak hívja, Žrnovnica és Podstrana feletti legnyugatibb része után, ahol egy Perunról - az ószláv mennydörgés és villám istenéről - elnevezett azonos nevű csúcs található. A Poljička planina név onnan származik, hogy a hegység teljes egészében a volt Poljicai Köztársaság, azaz a mai Poljica területén fekszik. A hegység tömege ma is elválasztódik Donja Poljicára (déli, parti lejtők) és Srednja Poljicára (északi rész).
A hegység legmagasabb csúcsa a Vela gora (594 m tengerszint feletti magasságban), amely a Mošnica-hegyen található, és a térképeken Zahod névvel is szerepel. A Perun-hegy legmagasabb csúcsa a Križ (538 m).
A Poljicai-hegység gerincéről nagyszerű kilátás nyílik Mosor egészére, a tengerre és a közép-dalmát szigetekre, valamint az Omiši Dinarára és a Biokovora. A hegység nyugati részéről a Kozjak, Stobreč, Split, Kaštela és Trogir (Žrnovnica) felé nyílik kilátás.
A hegység magasságának felénél (mintegy 250 méterrel a tengerszint felett) régi, dalmát típusú falvak találhatók. Ma többnyire elhagyják őket, de a hagyományos vidéki építészet értékes példáját képviselik. Mint az Adriai-tenger nagy részén, úgy korábban is sok vidéki település a kalózok támadásai és egyéb veszélyek miatt a part fölé emelkedő dombok és hegyek lejtőire húzódott. Csak a veszély megszűnése után hagyták el a hegyi településeket és a part menti új településeken telepedtek le.

### Részei
A hegység legnyugatibb hegye a Perun. A tenger felől nézve a Perun-hegy Podstrana település felett magasodik. A Perun-hegy három csúcsával elválasztja Žrnovnica területét Podstranától. Mind a három csúcs Perun ószláv istenről kapta nevét: Perunsko, Perun és Perunić. A Perun-hegy legmagasabb csúcsa a Križ, 538 méterrel a tengerszint felett. A csúcs alatt a déli oldalon található Stara Podstrana falu. A Perun hegy lábánál található települések: nyugaton Split és Žrnovnica; délen Strožanac, Podstrana, Grljevac, Svet Martin, Mutogras, Bajnice, Krilo-Jasenice, Jesenice, Dugi Rat és Duće; délkeleten Omiš; északon Žrnovnica, Donje Sitno, Srinjine és Tugare. A hegyen található Stara Podstrana falu.
A Vršina csúcsán (533 m) áll a Szent György kápolna, melyet a Srednjétől a Primorska Poljica felé vezető útra emeltek egy őskori erődítmény maradványa mellett. Ősidők óta innen végezték a mezők megáldását.
A Mošnica legmagasabb csúcsa a Vela gora vagy Zahod (594 m tengerszint feletti magassággal), amely egyben a Poljica-hegy legmagasabb csúcsa. A Mošnica a Vršina és a Perun keleti folytatása. Keletről a Cetina-folyó határolja. A Mošnica lábánál fekszenek: a déli oldalon Suhi Potok, Sumpetar, Orij, Mali Rat, Dugi Rat és Duće; az északi oldalon Čažin Dolac, Truša, Naklice és Tugare, a hegy délkeleti oldalán pedig Omiš városa. Mošnica, valamint a Vršina és Perun Poljicát Srednja Poljicára (közép-Poljica) és Donja Poljicára (Alsó-Poljica) osztják.

## Növényvilág
A hegység meredek lejtőinek táját a fű uralja, alacsony fűvel, aromás cserjékkel és elszigetelt aleppói fenyőkkel (Pinus halepensis), míg a tetején húzódó fennsík sziklás, alacsony fűvel és örökzöld cserjékkel. A Stara Podstrana területén található tölgyfák maradványai arra engednek következtetni, hogy e terület letelepedése előtt a flis lejtőket tölgyerdők (Querces pubescens) borították. A fenyő mellett a jeneszter (Spartium Junceum) is nagyon gyakori.
A hegység a mediterrán éghajlaton helyezkedik el, amely a mediterrán növények termesztését részesíti előnyben, így a hegység lejtőin szántók (zöldségek), gyümölcsösök (füge, szentjánoskenyér, citrusfélék, őszibarack), szőlőültetvények és olajfaligetek találhatók.